# Hans von Hülsen

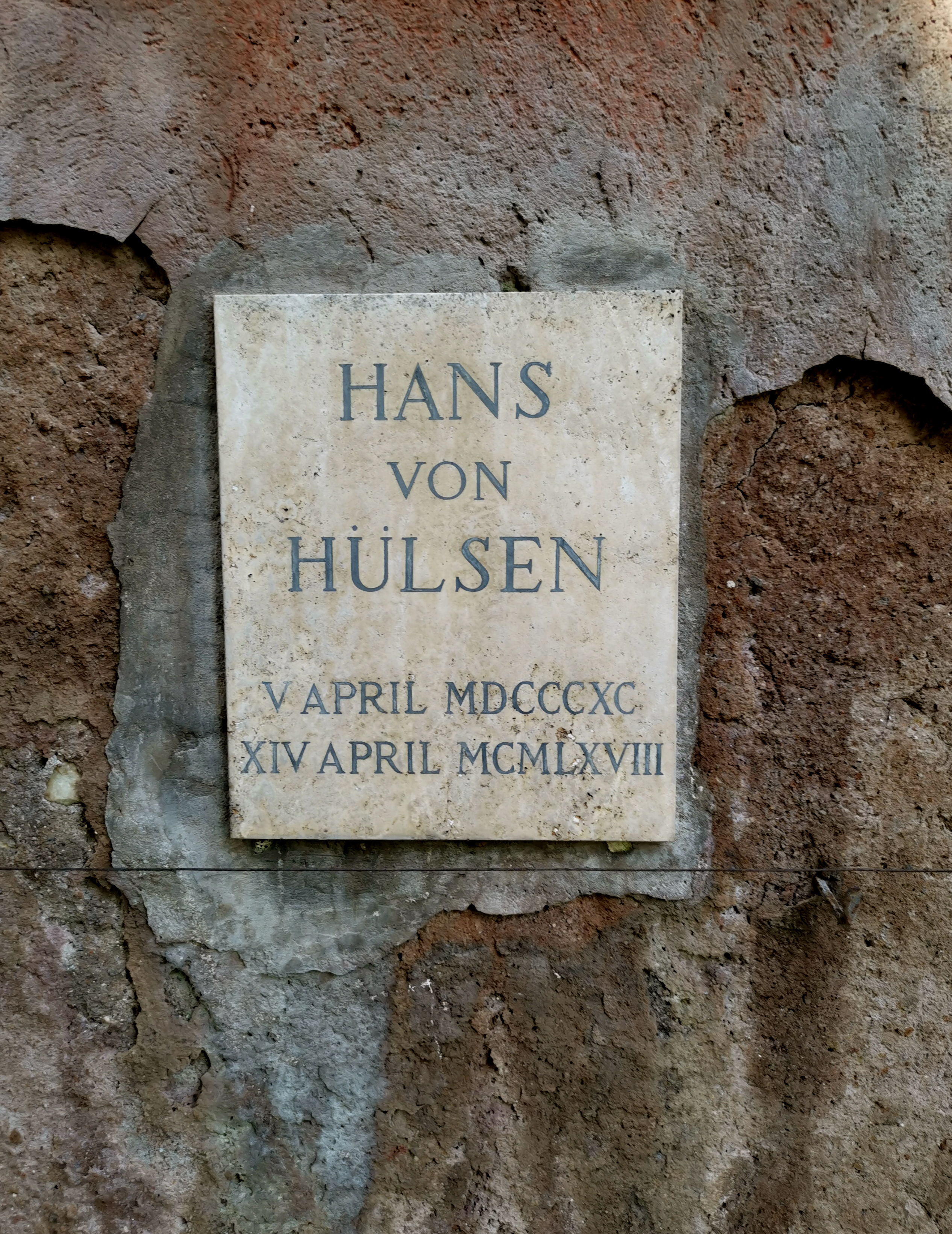
Grab auf dem Nichtkatholischen (Protestantischen) Friedhof Rom

Hans von Hülsen (eigentlich Johannes Bruno von Hülsen; * 5. April 1890 in Warlubien, Westpreußen; † 14. April 1968 in Rom) war ein deutscher Redakteur und Schriftsteller.

## Leben

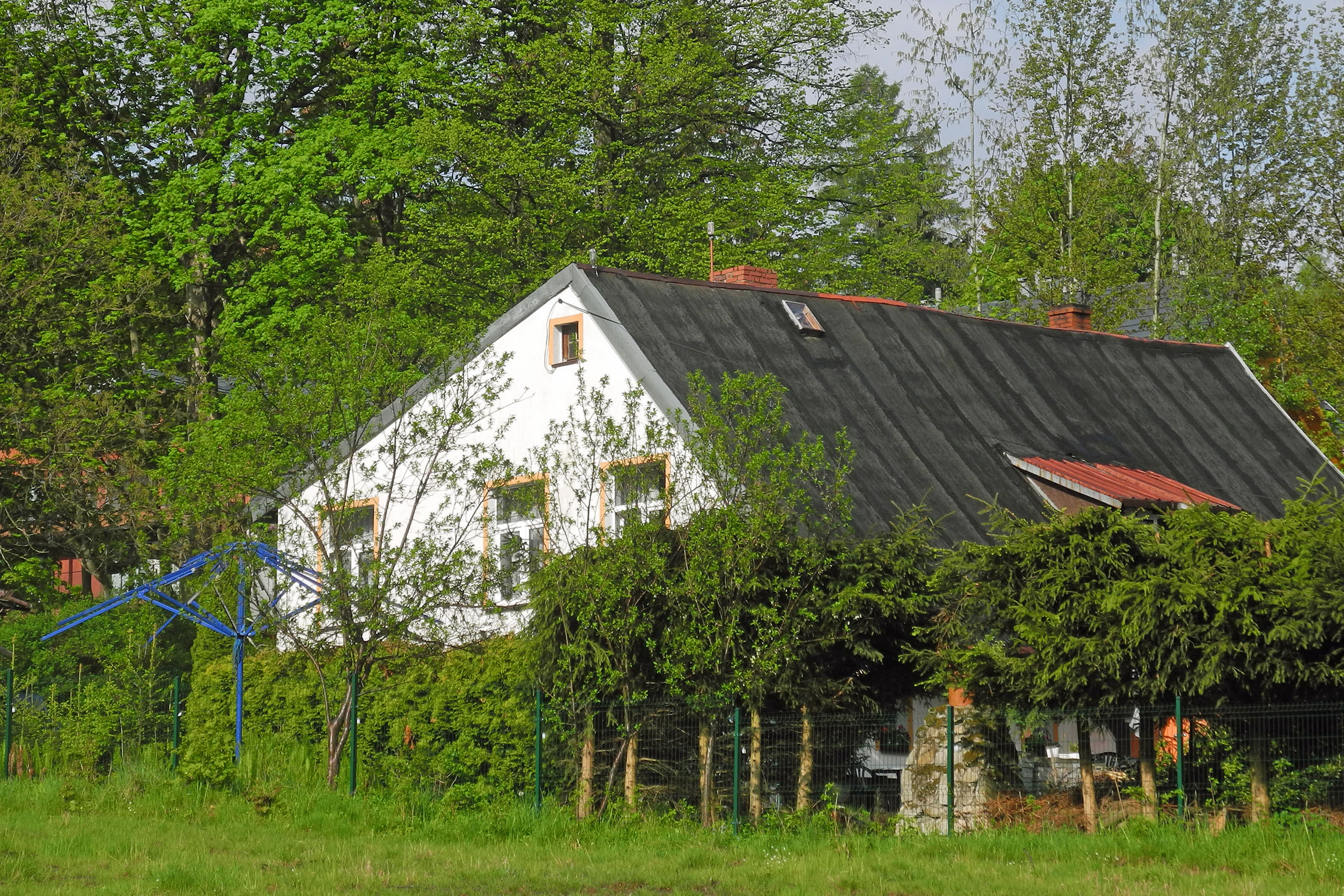
Wohnhaus von Hans von Hülsen in Schreiberhau

Von Hülsen, Sohn eines Pfarrers, verbrachte seine Kindheit in Preußisch Eylau (Bagrationowsk) und kam 1903 nach Danzig, wo er 1910 sein Abitur ablegte. Anschließend studierte er in München, Lausanne, Berlin und Breslau Philosophie, Literaturwissenschaft und Geschichte. Nach Beendigung des Studiums schlug er die Journalisten-Laufbahn ein und arbeitete als Zeitungskorrespondent und Redakteur in Berlin, zunächst für die Vossische Zeitung und seit 1918 für die Auslandsabteilung von Wolffs Telegraphenbüro. Zunächst schrieb er auch für die Stockholmer Tageszeitung Aftontidningen, dann aber 14 Jahre lang für das Konkurrenzblatt Dagens Nyheter als Berlin-Korrespondent und als Berichterstatter von internationalen Konferenzen und von Reisen in Europa.
Da die Nationalsozialisten seine journalistische Tätigkeit unterbanden, zog er sich Anfang der dreißiger Jahre in die Künstlerkolonie von Mittel-Schreiberhau im Riesengebirge zurück und betätigte sich als freier Schriftsteller. 1938 ging er von dort nach Breitenau in Oberbayern. Nach dem Krieg wurde er Hörfunkmitarbeiter und siedelte schließlich 1951 nach Rom über, wo er als Korrespondent für den Nordwestdeutschen bzw. Norddeutschen Rundfunk wirkte. Dort starb er 1968.
Er war seit 1920 mit Gerhart Hauptmann befreundet und wurde dessen Biograph. 1918 veröffentlichte er eine von Thomas Mann gelobte August-von-Platen-Biographie. Seit 1915 war er mit der Schriftstellerin Ilse Reicke verheiratet.
Als Dichter wurde er durch eine Reihe von Romanen bekannt. Verschiedene spielen in Westpreußen (Fortuna von Danzig, 1924 und Güldenboden, 1928) und der Mark Brandenburg (Der Schatz im Acker, 1929).
1930 erhielt er den Gerhart-Hauptmann-Preis.
Nach der Machtergreifung durch die Nationalsozialisten gehörte er zusammen mit seiner Frau zu den 88 Schriftstellern, die im Oktober 1933 das Gelöbnis treuester Gefolgschaft für Adolf Hitler unterzeichneten.
Nach dem Zweiten Weltkrieg veröffentlichte er seine Kindheitserinnerungen unter dem Titel Der Kinderschrank (1946). Sein 1947 erschienenes Werk Zwillingsseele ist ebenfalls autobiographisch. Er ist auf dem Protestantischen Friedhof in Rom beerdigt.

## Werke
Einzelausgaben zu Lebzeiten (Erstausgaben)
- Das aufsteigende Leben, 1911
- August Graf von Platen, 1918
- Den alten Göttern zu. Ein Platen-Roman, 1918
- Kleine Agnete. Ein bürgerliches Idyll in acht Gesängen, Potsdam 1920
- Fortuna von Danzig, 1924
- Der Kelch und die Brüder, Leipzig 1925
- Tage mit Gerhart Hauptmann, Dresden 1925
- Nickel List – Die Chronik eines Räubers, Leipzig 1925
- Camerlingk oder der Weg durch die Macht, Leipzig 1926
- Gerhart Hauptmann (Biographie), Leipzig 1927
- Güldenboden oder Erwirb es, um es zu besitzen, Leipzig 1928
- Der Totenvogel. Geschichten aus vier Winden, Berlin 1929
- Der verschollene Liebesruf, Berlin/Zürich 1929
- Der Schatz im Acker, Berlin 1929
- Ein Haus der Dämonen, Berlin 1932
- Die Bucht von Sant‘Agata, Leipzig 1932
- Gerhart Hauptmann. Siebzig Jahre seines Lebens, Berlin 1932
- Freikorps Droyst. Roman aus Preußens tiefster Erniedrigung, Berlin 1934
- Schmiede des Mannes, Leipzig 1935
- Peter Drosts drittes Leben. Roman, Leipzig 1935
- Die Kaiserin und ihr Großadmiral, Leipzig 1936
- Falsches Gold. Roman einer Liebe, Leipzig 1937
- Die Vogelhecke an der Brüderstraße. Roman aus dem Berliner Biedermeier, Berlin 1937
- Liebe in der Brüderstraße. Roman aus dem Berliner Biedermeier, Berlin 1938
- August und Ottilie. Roman einer Ehe unter Goethes Dach, München 1941
- Die Wendeltreppe: Geschichten aus meinem Leben, Danzig 1941
- Gerhart Hauptmann. Umriß seiner Gestalt, Wien/Leipzig 1942
- Villa Paolina, Lebensgeschichte eines merkwürdigen Hauses, 1943 (Familiengeschichte der Bonaparte)
- Die drei Papen. Roman, München, 1943 (Neuausgabe des Neuruppin-Romans, zuerst erschienen unter dem Titel Der Schatz im Acker)
- Das Teppichbeet. Ein Bündel Geschichten, Danzig 1943
- Die großen Irrlichter, Berlin 1944
- Der Kinderschrank, München 1946
- Gerichtstag. Sonette aus dieser Zeit, Hamburg 1947
- Zwillings-Seele Denkwürdigkeiten aus einem Leben zwischen Kunst und Politik, München 1947
- Freundschaft mit einem Genius: Erinnerungen an Gerhart Hauptmann, München 1947
- Tragödie der Ritterorden. Templer, Deutsche Herren, Malteser, München 1948
- Trilussa. Die bekehrte Schlange und 27 andere Fabeln. Aus dem römischen Volksdialekt übertragen., Frankfurt/M. 1952
- Rom. Führer durch die ewige Stadt, Ölten und Freiburg i. Br. 1959
- Römische Funde, Göttingen, Berlin u. a. 1959
- Krösus von Rom: Geschichte einer Gelddynastie, München 1961
- Funde in der Magna Graecia, Göttingen, Berlin u. a. 1962
- Zeus, Vater der Götter und Menschen, Mainz 1967